# 上思州
上思州是唐代嶺南道邕州都督府所屬的一個蠻州，其轄地在今廣西、越南邊境一帶地方，是唐代招撫當地土著所設置的州縣，一般由其頭人任州官。